# Neujahrskonzert der Wiener Philharmoniker 1950

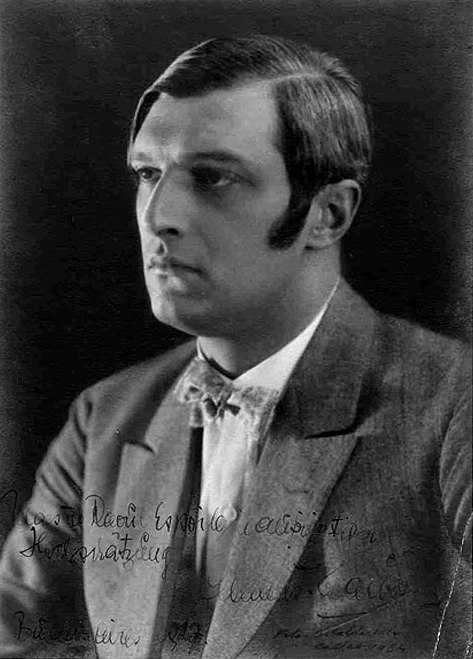
Clemens Krauss (1915)

Das Neujahrskonzert der Wiener Philharmoniker 1950 war das zehnte Neujahrskonzert der Wiener Philharmoniker und fand am 1. Jänner 1950 im Goldenen Saal des Wiener Musikvereins statt. Dirigiert wurde es zum achten Mal von Clemens Krauss, der diese Institution 1941 gemeinsam mit den Wiener Philharmonikern ins Leben gerufen hatte.

## Zusammenfassung
Streng genommen war es das elfte Konzert zum Jahreswechsel, denn zur Jahreswende 1939/40 gab es bereits ein Außerordentliches Konzert der Wiener Philharmoniker, welches allerdings am Silvesterabend 1939 stattfand. Seit 1941 wurde es mit Ausnahme der Jahre 1946 und 1947, als er wegen seiner Nähe zum NS-Regime unter Dirigierverbot stand, von Clemens Krauss geleitet. 
Ebenfalls streng genommen war es das fünfte Neujahrskonzert der Wiener Philharmoniker, denn erst Josef Krips führte 1946 diesen Titel ein, der fortan beibehalten wurde.

## Programm
1. Josef Strauss: Aquarellen, Walzer, op. 258
2. Josef Strauss: Moulinet-Polka, Polka française, op. 57
3. Josef Strauss: Die Schwätzerin, Polka mazur, op. 144*
4. Josef Strauss: Eislauf, Polka schnell, op. 261
5. Johann Strauss (Sohn): Telegramme, Walzer, op. 318*
6. Johann Strauss (Sohn): Aurora-Polka, op. 165*
7. Johann Strauss (Sohn): Auf der Jagd, Polka schnell, op. 373*
8. Johann Strauss (Sohn): Ouvertüre zur Operette Waldmeister
9. Johann Strauss (Sohn): Im Krapfenwaldl, Polka française, op. 336
10. Johann Strauss (Sohn): Vergnügungszug, Polka schnell, op. 281
11. Johann Strauss (Sohn): Seid umschlungen, Millionen, Walzer, op. 443*

### Zugaben
1. Johann Strauss (Sohn): Perpetuum mobile, Musikalischer Scherz, op. 257
2. Johann Strauss (Sohn): An der schönen blauen Donau (Walzer), op. 314
3. Johann Strauss (Vater): Radetzky-Marsch, op. 228

Werkliste und Reihenfolge sind der Website der Wiener Philharmoniker entnommen.
Die mit * gekennzeichneten Werke standen erstmals in einem Programm eines Neujahrskonzertes.

## Besetzung (Auswahl)
- Clemens Krauss, Dirigent
- Wiener Philharmoniker